# Сумайла, Уссиф Рашид

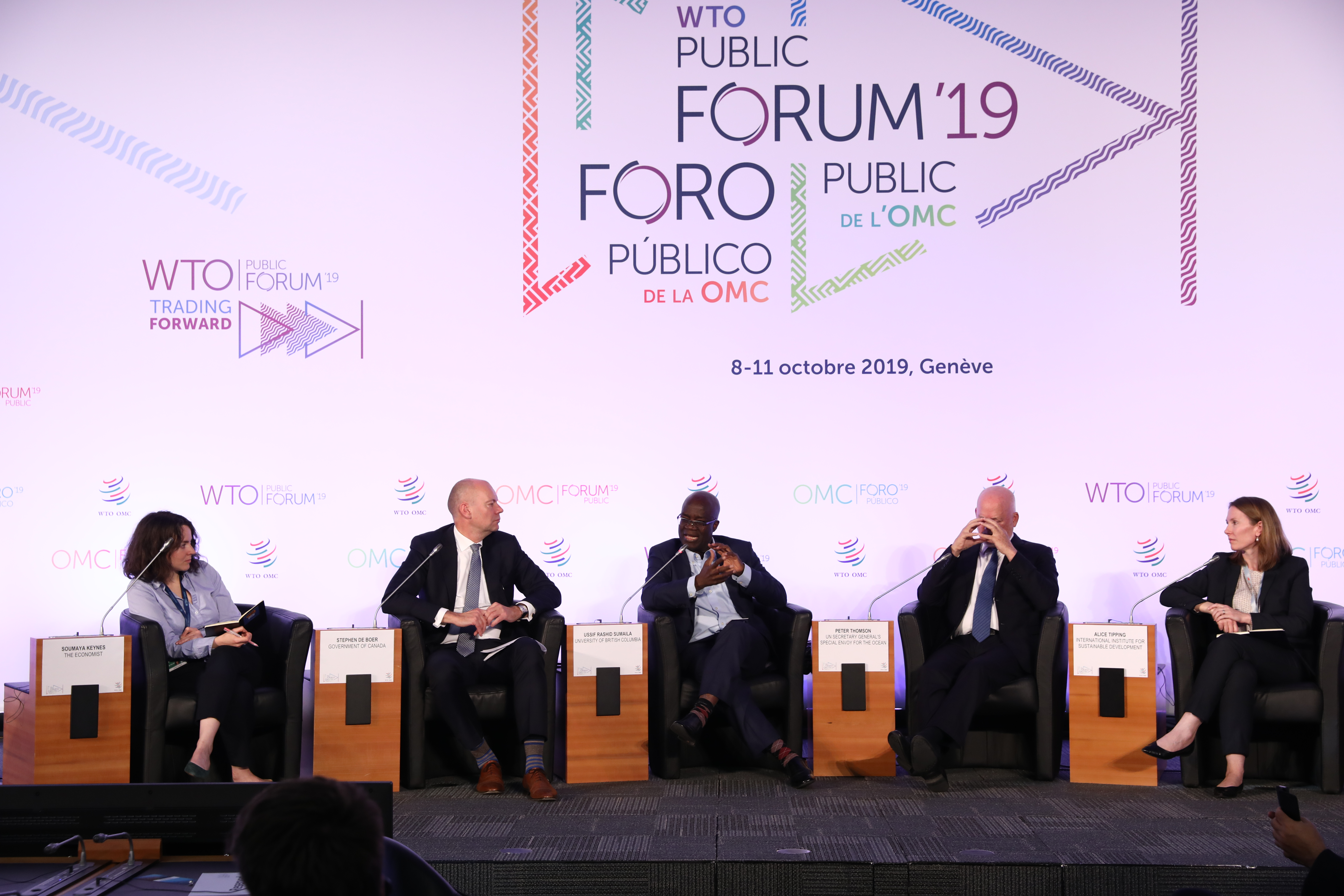
Уссиф Самайла на Форуме ВТО 2019 (в центре)

Уссиф Рашид Сумайла (U. (Ussif) Rashid Sumaila) — учёный-экономист, специалист по рыбоводству. Доктор философии (1996). Профессор Университета Британской Колумбии и научный директор «OceanCanada».
Лауреат Volvo Environment Prize и Benchley Ocean Award for Excellence in Science (обе — 2017).
Окончил нигерийский Ahmadu Bello University (бакалавр наук, лучший в вузе, 1986). В норвежском Бергенском университете получил степени магистра и доктора философии по экономике (соотв. 1993 и 1996).
С 1993 года исследователь, в 1995—1999 гг. старший исследователь Института имени Кристиана Микельсена (Chr. Michelsens Institutt).
С 1995 года также работал в канадском Университете Британской Колумбии (UBC), где с 2006 года ассоциированный, а с 2010 года полный профессор, а в 2008—2013 гг. одновременно возглавлял Центр по рыболовству. В UBC является одним из наиболее цитируемых учёных.
Приглашённый профессор: Университет Намибии (1999—2009), норвежский Университет Тромсё (1999—2001), Университет Вест-Индии в Барбадосе (2003), Оксфорд (2013—2014), а также Университет Ганы (с 2007). Гостевой профессор: бразильский Государственный университет в Натале (2014 и 2015), Восточно-китайский педагогический университет (с 2009).
С 2015 года член редколлегии Nature’s Scientific Reports.